# Segugio Sinhala
Il segugio di Singhala (Sinhala Sunakhaya) o Singhalese Hound è una razza di cane dello Sri Lanka e di parti dell'India. Non è stato ufficialmente approvato dalla FCI, ma è stato approvato dallo Sri Lankan Kennel Club come razza propria.

## Storia
I resti scheletrici di cani della grotta di Nilgala e di Bellanbandi Palassa, risalenti all'era mesolitica, circa 4500 a.C., suggeriscono che i Balangoda possano aver tenuto cani domestici per la caccia alla selvaggina. Il Sinhala Hound è simile nell'aspetto al Kadar Dog, al cane cantore della Nuova Guinea e al Dingo.
Il popolo Vedda usava la razza per la caccia, ed era apprezzata dopo l'arco e la freccia, tanto che i cani venivano dati in dote con le figlie al loro matrimonio.

## Caratteristiche
Il singalese è amabile, vigile, obbediente e vigile. Adeguatamente addestrato, è un buon animale domestico che adora il suo proprietario e ha anche un ottimo senso dell'olfatto.
È un tipico cane Pariah con un corpo snello e asciutto. È snello, ha le gambe lunghe e corre veloce. Anche il collo e il muso sono lunghi e hanno un corpo uniforme. Le orecchie sono a rosa o lunghe e la coda è ricadente o riccia con pochi peli ornamentali. Il mantello è liscio ed è estremamente resistente al calore. Non ci sono particolari restrizioni sul colore del pelo. È un cane di taglia media, obbediente e vigile. Ha eccellenti capacità fisiche, può resistere a diete impegnative e non ha malattie geneticamente sensibili. Ha una lunga aspettativa di vita di 15 anni ed è una razza di cane molto forte e facile da allevare.